# Colors Infinity
Colors Infinity è un'emittente televisiva in lingua inglese dell'azienda indiana Viacom18, joint venture tra la multinazionale ViacomCBS e il gruppo indiano Network18.
Indirizzata a una fascia d'età 15-50 anni, trasmette dal 31 luglio 2015 attraverso le principali piattaforme indiane satellitari e via cavo digitali anche in alta definizione con risoluzione 1080p. Il palinsesto propone variegati programmi televisivi d'intrattenimento statunitensi e britannici; tra le case di produzione televisiva con cui l'editore ha stretto accordi figurano: NBC Universal, Sony Pictures Television, Twentieth Century Fox, Lionsgate, MGM, BBC e Endemol Shine.